# Appomattox (opera)

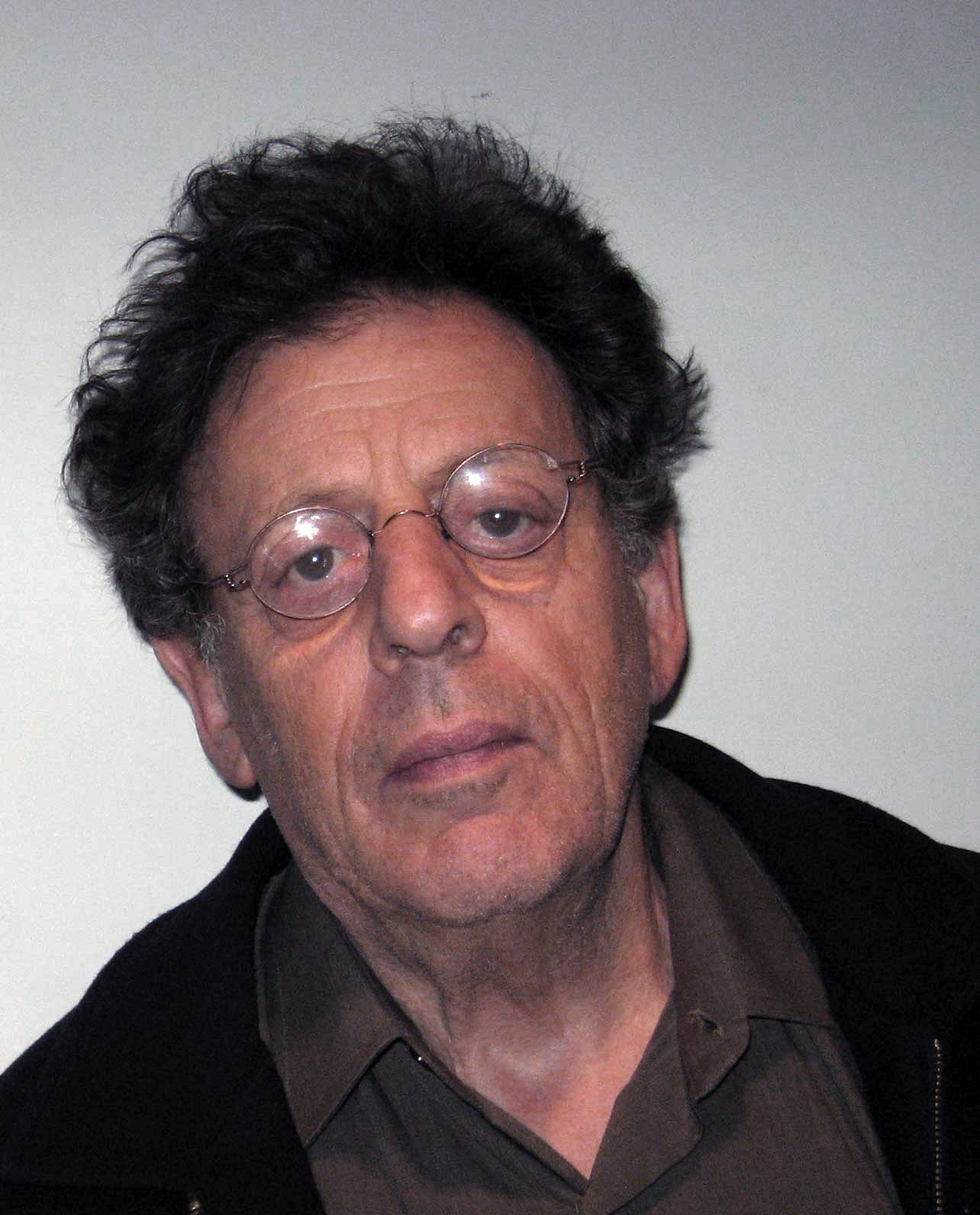
Glass nel 2007

Appomattox è un'opera in inglese basata sulla resa che conclude la Guerra di secessione americana, composta da Philip Glass, su libretto del drammaturgo Christopher Hampton.

## Storia
L'opera è stata presentata in anteprima mondiale alla San Francisco Opera il 5 ottobre 2007, con un cast che includeva Dwayne Croft nei panni di Robert E. Lee e Andrew Shore nei panni di Ulysses S. Grant. La versione rivista, commissionata e presentata in anteprima dalla Washington National Opera il 14 novembre 2015, ha ampliato il lavoro da 90 minuti a 160 minuti e ha aggiunto ruoli per Martin Luther King Jr. e Lyndon Johnson.

## Ruoli
| Ruolo                                                                                          | Registro vocale                      | Cast della prima , 5 ottobre 2007 (Direttore: Dennis Russell Davies) |
| ---------------------------------------------------------------------------------------------- | ------------------------------------ | -------------------------------------------------------------------- |
| Generale Ulysses S. Grant                                                                      | baritono                             | Andrew Shore                                                         |
| Generale Robert E. Lee                                                                         | baritono                             | Dwayne Croft                                                         |
| Julia Dent Grant                                                                               | soprano                              | Rhoslyn Jones                                                        |
| Mary Anna Custis Lee                                                                           | soprano                              | Elza van den Heever                                                  |
| Agnes Lee                                                                                      | soprano                              | Ji Young Yang                                                        |
| T. Morris Chester                                                                              | tenore                               | Noah Stewart                                                         |
| Abraham Lincoln                                                                                | basso-baritono                       | Jeremy Galyon                                                        |
| Mary Todd Lincoln                                                                              | soprano                              | Heidi Melton                                                         |
| Elizabeth Keckley                                                                              | mezzosoprano                         | Kendall Gladen                                                       |
| Edgar Ray Killen                                                                               | basso-baritono                       | Philip Skinner                                                       |
| Edward Alexander                                                                               | tenore                               | Chad Shelton                                                         |
| John Rawlins                                                                                   | baritono                             | Jere Torkelsen                                                       |
| Generale Howell Cobb                                                                           | basso                                | John Minágro                                                         |
| Ely S. Parker                                                                                  | tenore                               | Richard Walker                                                       |
| Wilmer McLean                                                                                  | baritono                             | Torlef Borsting                                                      |
| Quattro manifestanti per i diritti civili                                                      | basso, tenore, soprano, mezzosoprano | Frederick Matthews, Antoine Garth, Virginia Pluth, Claudia Siefer    |
| Un vecchio                                                                                     | basso                                | Frederick Matthews                                                   |
| Un giovane                                                                                     | tenore                               | Antoine Garth                                                        |
| Due schiavi liberati                                                                           | tenore, basso                        | Alexander Taite, Anthony Russell                                     |
| Un brigadiere                                                                                  | tenore                               | Kevin Courtemanche                                                   |
| Un ufficiale di marina                                                                         | basso                                | William Pickersgill                                                  |
| Voce di un soldato confederato                                                                 | baritono                             | David Kekuewa                                                        |
| Un capitano                                                                                    | basso                                | William Pickersgill                                                  |
| Coro di soldati dell'Unione e Confederati, cittadini di Richmond e Appomattox, schiavi e donne |                                      |                                                                      |

## Trama (versione del 2007)
Periodo: gli ultimi giorni della guerra civile americana.

### Prologo
Julia Dent Grant canta della sua paura per suo marito Ulysses e il suo senso di presentimento. Presto viene raggiunta da Mary Anna Custis Lee e sua figlia, Eleanor Agnes Lee, che si preoccupano per il loro modo di vivere e sperano che la guerra finisca presto. Mary Todd Lincoln appare e chiede alla sua serva nera Elizabeth Keckley di interpretare un incubo che ha avuto suo marito, il presidente. Tutti cantano i dolori della guerra e la speranza che questa sia l'ultima, uniti da un coro femminile che porta le immagini dei loro cari uccisi in guerra.

### Atto 1
Scena 1: I giorni che precedono la resa di Robert E. Lee
Mentre Abraham Lincoln e Ulysses S. Grant sono a bordo del suo quartier generale galleggiante sul Potomac, il presidente e Grant delineano un piano per porre fine alla guerra e discutono dei generosi termini di resa da offrire a Lee. Le loro mogli arrivano, la signora Lincoln esprime piccole lamentele, mentre la signora Grant è ferma e calma. La notizia di una riconquista di successo di un forte confederato nella battaglia della giornata viene portata dal generale di brigata John Rawlins e dal colonnello Ely S. Parker; Grant quindi ordina l'assalto finale a Richmond. La scena si conclude con una vera e propria canzone del fuoco da campo sulla Guerra Civile. "Tenting on the Old Camp Ground", cantata da entrambi gli eserciti mentre Grant e Robert E. Lee guardano il tramonto dalle loro differenti posizioni.
Scena 2: gli uffici del generale Lee
La signora Lee rifiuta il consiglio del marito di fuggire da Richmond prima dell'imminente battaglia. Lee riflette sul motivo per cui si è unito alla Confederazione nonostante gli fosse stato offerto il comando delle forze dell'Unione: la sua invincibile lealtà al suo stato natale, la Virginia. Il generale Howell Cobb arriva per fare un rapporto e si confronta con Lee su un disegno di legge che prevede di reclutare schiavi per combattere per la Confederazione, un disegno di legge che Cobb crede minerà l'intera rivoluzione: se gli schiavi sono buoni soldati, dove finisce la teoria della schiavitù? Lee risponde che i suoi affari sono la guerra, non la teoria.
Scena 3
Julia Grant, alla vigilia dell'attacco dell'Unione a Richmond, riflette sugli anni difficili della vita precedente di suo marito, compresi i suoi fallimenti negli affari e l'alcolismo, ma ricorda la profezia di sua madre secondo cui sarebbe diventato il personaggio più importante del mondo. Ora è preoccupata per l'orribile tensione che la lunga e sanguinosa guerra ha messo su di lui. Grant le assicura che l'apparentemente infinito sterminio di uomini avrà presto termine.
Scena 4: la distruzione di Richmond
Un coro di profughi fugge e canta tra le esplosioni di bombe. La signora Lee, rimanendo a casa sua, osserva gli abitanti di Richmond fuggire e bruciare tutto ciò che possiedono in modo da non lasciare nulla alle spalle per l'esercito dell'Unione. Lei e Agnes riflettono sugli orrori della guerra. Un reggimento di soldati neri dell'Unione entra e canta una melodia di marcia, una variazione della canzone di marcia del Primo Arkansas. Il giornalista nero T. Morris Chester scrive un rapporto trionfante al suo giornale mentre è seduto alla poltrona dell'oratore della Camera dei Rappresentanti. Il presidente Lincoln arriva e incontra una folla di schiavi appena liberati. Quando una di loro cade in ginocchio davanti a lui, la solleva dicendole di inginocchiarsi solo davanti a Dio. Gli schiavi cantano un inno in lode di Lincoln. La signora Lee incontra il Generale Brig. Rawlins, ed esprime la sua indignazione per avere un soldato nero come sentinella nella sua casa occupata. La sentinella deve essere sostituita con un soldato bianco.
Scena 5: lo scambio di lettere tra Lee e Grant dopo la presa di Richmond
Grant propone a Lee di arrendersi per evitare ulteriori spargimenti di sangue. La risposta iniziale di Lee è equivoca, si informa solo sui termini che Grant potrebbe proporre e in seguito suggerisce di incontrarsi per discutere di "pace" piuttosto che di "resa". Ma quando Lee riceve la notizia del fallito tentativo di evasione del suo esercito accerchiato, si rende conto che le sue opzioni stanno scomparendo. Il suo aiutante, Brig. Il generale Edward Alexander, propone un cambiamento radicale di strategia: la guerriglia. Lee rifiuta lo stratagemma, dicendo che i soldati dovrebbero tornare a derubare e saccheggiare solo per sopravvivere. Senza alternative rimanenti, Lee scrive a Grant e chiede un incontro per discutere della resa. Il peso pieno e schiacciante della sua decisione grava su di lui mentre accetta la realtà della sconfitta.

### Atto 2
L'Appomattox Court House, Virginia
Per la riunione del 9 aprile 1865 per negoziare la resa, è in preparazione l'immobile. Lee arriva vestito in modo impeccabile, mentre Grant nella sua fretta appare con un'uniforme malconcia e macchiata. Dopo un educato ricordo della loro passata conoscenza, Lee finalmente solleva l'argomento della resa. Grant propone i termini più ampi e procede a scriverli.
La loro discussione viene interrotta da una improvvisa premonizione al mattino presto, relativa a cinque giorni dopo. La signora Lincoln racconta a Elizabeth Keckley di un altro degli incubi del presidente in cui ha assistito al proprio funerale dopo essere stato ucciso da un assassino. Keckley interpreta il sogno come la morte della guerra, non del presidente. La signora Lincoln racconta di un altro sogno, in cui il presidente cavalcava da solo su una grande nave verso una spiaggia vaga e lontana. Questa volta Keckley non ha risposta e si precipita fuori dalla stanza. La signora Lincoln ha una visione di un corteo funebre che porta una bara drappeggiata da una bandiera e vede se stessa seguirla. Urla e crolla e l'azione torna alla firma del trattato.
Grant propone, con grande sollievo di Lee, che tutti gli ufficiali e gli uomini possano tornare alle loro case dopo aver consegnato le armi. Lee chiede un momento per esaminare i termini.
L'azione torna di nuovo in avanti, fino al 1873 a Colfax, in Louisiana. Entra T. Morris Chester e, ovviamente traumatizzato, denuncia il famigerato Massacro di Colfax, in cui un centinaio di miliziani neri furono abbattuti dal Ku Klux Klan e dalla Lega Bianca.
Grant accetta la richiesta di Lee che tutti i suoi uomini, non solo gli ufficiali, possano tenere i loro cavalli, in modo che possano tornare a casa per lavorare nelle loro fattorie. I termini sono fissati con l'inchiostro dal colonnello Ely Parker, l'unico nativo americano presente.
La scena torna di nuovo avanti, questa volta fino al 1965. Quattro Civil Rights Marchers entrano e, con il ritornello, cantano "The Ballad of Jimmie Lee", una canzone popolare che racconta l'assassinio di Jimmie Lee Jackson, e partono per le Marce da Selma a Montgomery.
L'incontro si conclude quando Lee firma la lettera accettando i termini ed i generali si stringono la mano. Dopo che Lee si inchina e se ne va, si avvicina alle sue truppe e conferma la resa; possono tornare a casa ora, e se sono buoni cittadini come lo erano come soldati, allora sarà orgoglioso di loro.
Quando i generali se ne vanno, soldati e civili avanzano e la famiglia McLean viene sistematicamente devastata dai cacciatori di souvenir. Rapacità e avidità, precursori del futuro, si intromettono violentemente sulla scia di un momento di riconciliazione storica.
L'azione va avanti un'ultima volta, fino ai giorni nostri. Appare Edgar Ray Killen, un membro del Klan ora in prigione per il suo ruolo nell'assassinio degli attivisti per i diritti civili Chaney, Goodman, and Schwerner nel 1964. Ora un vecchio che usa una sedia a rotelle, canta in brevi, frasi abbaiate del suo orgoglio nell'ordinare la morte di due attivisti ebrei per i diritti civili e del loro autista nero, e rivive l'omicidio con dettagli entusiastici. Finito il suo orribile ricordo, scompare.

### Epilogo
Julia Grant si rende conto con dolore che la guerra non è stata l'ultima, come sperava e che l'umanità combatterà e ucciderà per sempre. Conduce il coro femminile in un lamento senza parole al dolore della guerra.